# Walt Disney Concert Hall
Résidence
Le Walt Disney Concert Hall est l'un des quatre complexes de salles de spectacle formant le Los Angeles Music Center situé à Los Angeles. Il a été conçu par l'architecte Frank Gehry et inauguré en octobre 2003.
Il héberge l'orchestre philharmonique de Los Angeles et est donc parfois appelé le Walt Disney Symphony Hall. Il se trouve sur un terrain de 15 000 m2 dans le centre-ville, à deux pas du Civic Center et cinq cents mètres de l'hôtel de ville.

## Histoire
Le projet est lancé grâce à une première donation de cinquante millions de dollars faite en 1987 par Lillian Disney, veuve de Walt Disney, poursuivant son vœu de soutenir l'art (voir la section sur CalArts dans l'héritage de Disney).

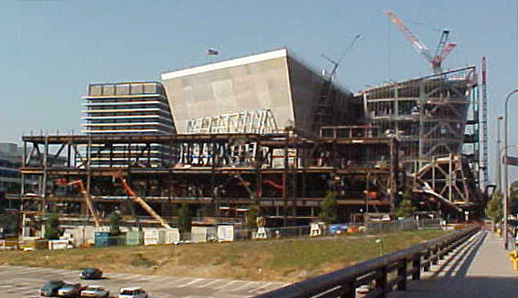
Le bâtiment en juillet 2001.

En 1988, l'architecte Frank Gehry est désigné pour réaliser le plan du bâtiment. La première esquisse est dévoilée en 1991, avant celle du musée Guggenheim de Bilbao, autre projet de l'architecte. Présentée en février 1993, cette dernière ressemble beaucoup à la salle de concert. 
Le budget initial du projet ne suffit pas à réaliser le complexe musical, aussi la ville de Los Angeles participe au financement de la construction des six niveaux de sous-sols (essentiellement des parkings). La famille Disney contribuera à nouveau par des dons pour un total dépassant les cent millions de dollars.
Le parking commencé en 1992 est achevé en 1996. Par manque de fonds, la construction de la salle de concert, en « forme de fleur » de béton et de verre, ne commence qu'en 1999. De nombreuses personnes, sociétés et associations participent à leur tour au financement du projet. La façade en acier inoxydable est ajoutée en décembre 2002 et l'orgue du grand auditorium au printemps 2003.
Le premier concert fut donné à l'automne 2003 par le nouveau résident des lieux, l'Orchestre philharmonique de Los Angeles. La Los Angeles Master Chorale est également l'une des principales formation à s'y produire.

## Les espaces intérieurs

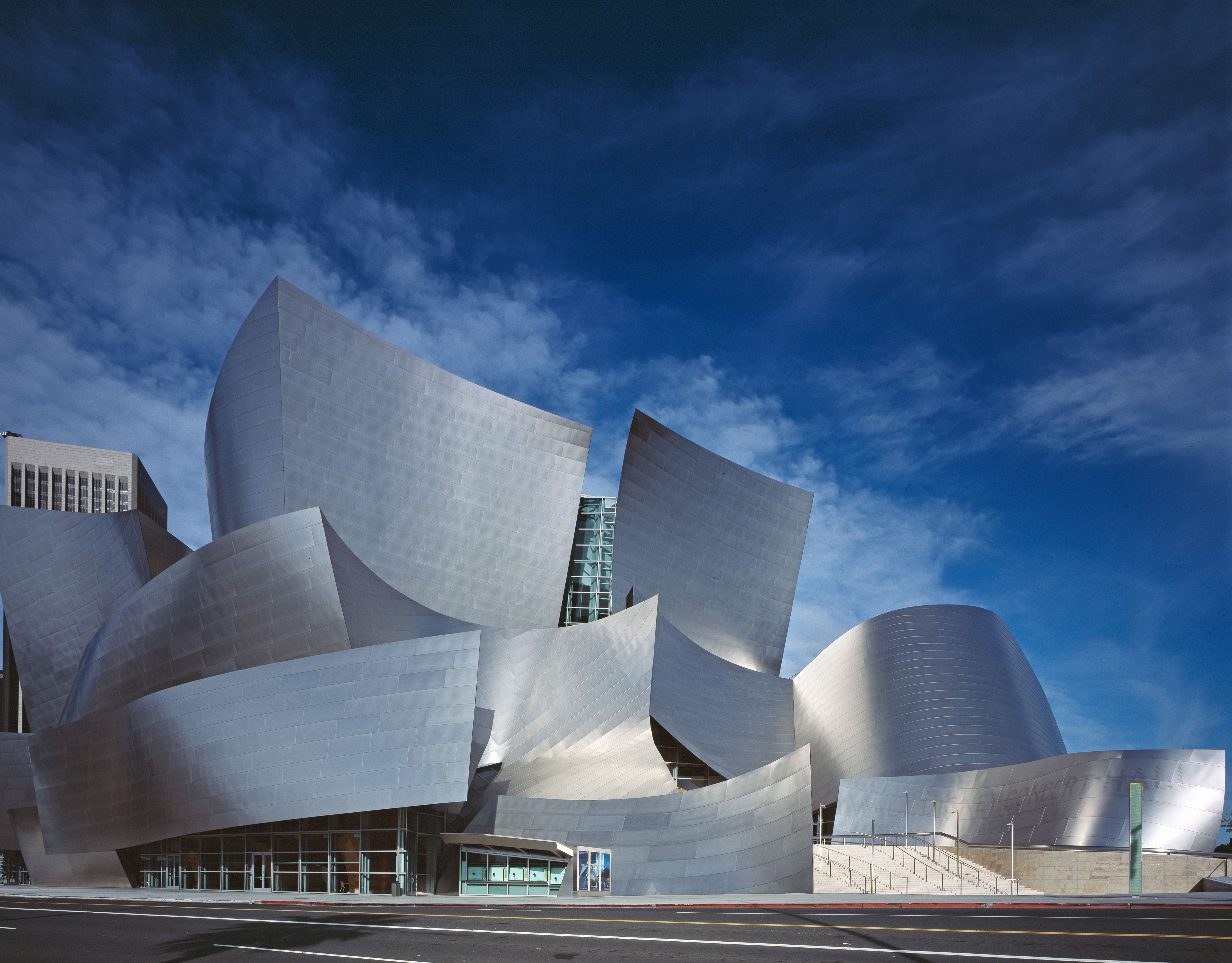
Le Walt Disney Concert Hall photographié par Carol M. Highsmith.

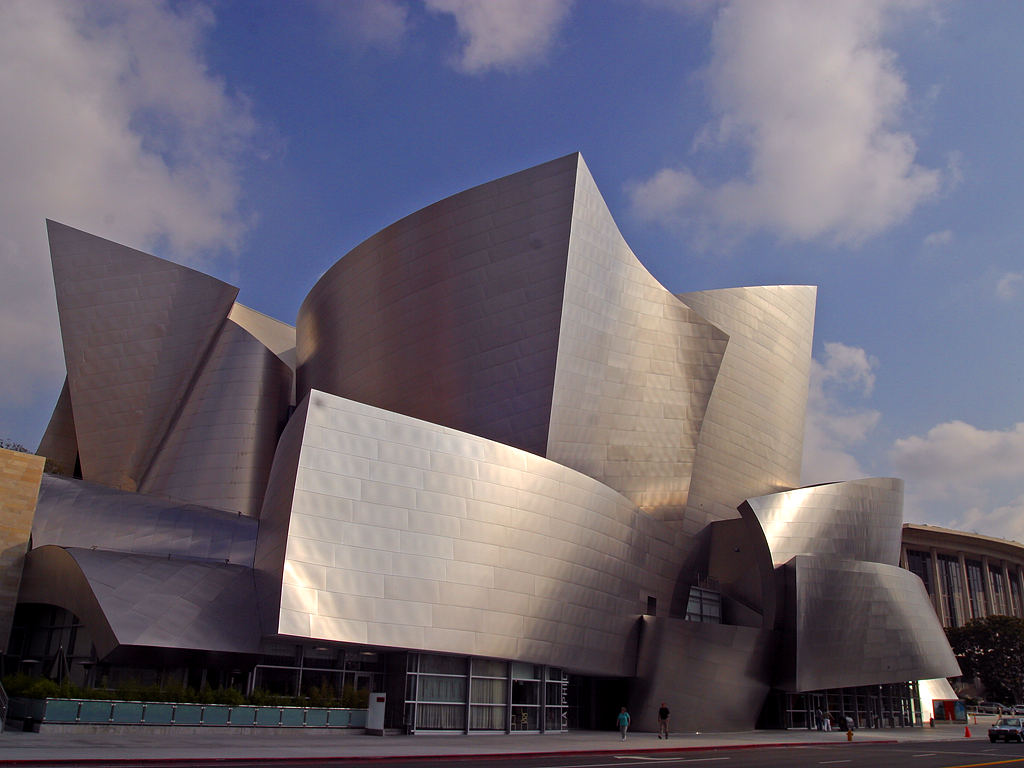
Entrée du Walt Disney Concert Hall.

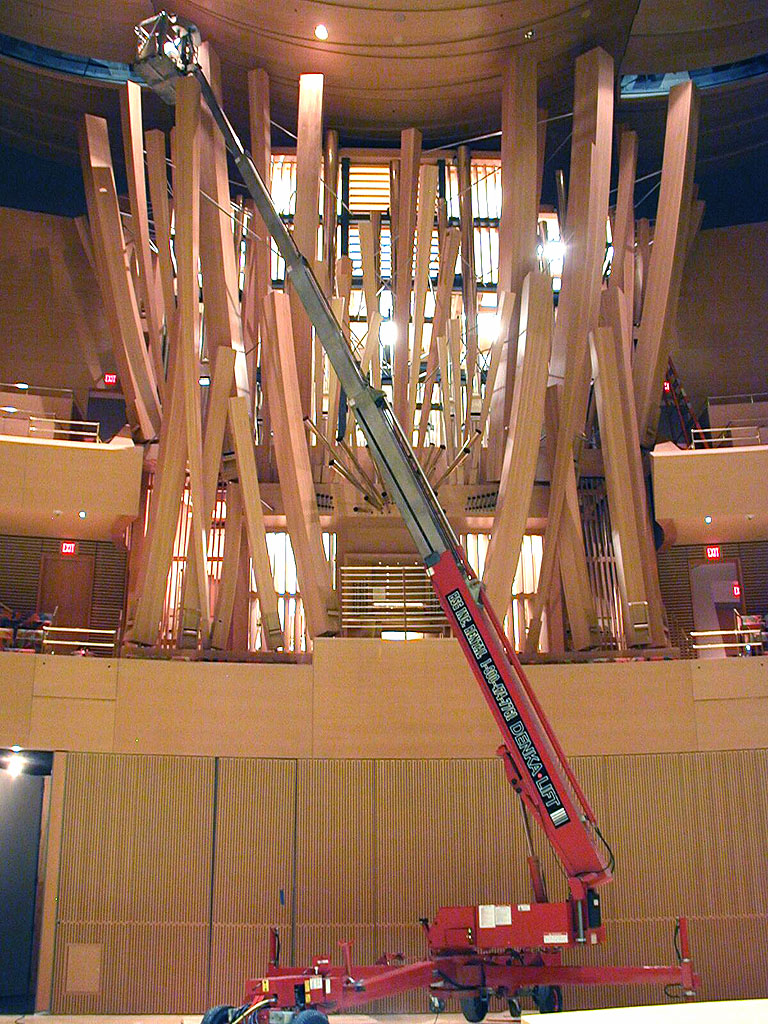
Orgue du Walt Disney Concert Hall.

### Les espaces de spectacles
Le Walt Disney Concert Hall compte cinq espaces pour la musique et la culture.
L'auditorium est une salle de 2 265 places conçue par Frank Gehry et des acousticiens de renom dont Minoru Nagata et Yasuhisa Toyota de la société Nagata Acoustics. L'acoustique et l'aspect visuel ont été travaillés avec un soin égal. L'un des principaux axe de conception fut une grande intimité entre les musiciens et les auditeurs-spectateurs.
Le hall a été conçu comme une vigne avec un toit incurvé en bois pour retenir l'acoustique caractéristique d'une salle de concert traditionnelle en forme de « boîte à chaussure ». Le public est disposé autour d'une plateforme centrale accueillant l'orchestre. Un orgue a été installé juste entre les sièges et l'arrière de la scène. Il a été construit en Allemagne par la société Glatter-Götz Orgelbau selon les dessins de l'architecte Frank Gehry et du facteur d'orgue Manuel Rosales, basé à Los Angeles.
Murs et plafonds sont de larges panneaux en bois massif de sapin de Douglas (pseudotsuga menziesii) et une large fenêtre de douze mètres à l'arrière permet l'entrée de la lumière naturelle pour les concerts en journée.
Le complexe comprend aussi deux amphithéâtres extérieurs et d'autres espaces :
- un théâtre pouvant accueillir trois cents enfants ou deux cents adultes ;
- une petite salle de concert de cent vingt places ;
- un foyer pour les réceptions ;
- le Roy and Edna Disney/CalArts Theater (REDCAT), qui propose un théâtre multi-usage avec deux cent cinquante places et une galerie d'art ; il est géré par le California Institute of the Arts avec une entrée spéciale et est situé à l'angle sud-ouest du complexe, à l'intersection de Second Street et Hope Street.

### Les espaces publics
L'Atrium Reception Hall est l'entrée principale du bâtiment, sur Grand Avenue. Elle comprend de larges baies vitrées donnant une forte impression d'ouverture au complexe. Au rez-de-chaussée, divers services sont proposés dont certains juste derrière les vitres :
- un restaurant ;
- une boutique ;
- un café ;
- des bureaux ;
- l'entrée du parking souterrain.

Le Pre-Concert Foyer permet d'accueillir plus de six cents personnes pour toutes manifestations liées ou non à un concert.
La Green Room est une salle intermédiaire reliant les coulisses aux espaces du public. Dans la tradition du théâtre, elle permet une interaction entre les artistes et les spectateurs.
De même, la Founders Room permet la rencontre entre les donateurs et les artistes. À côté se trouve le Founders Garden, un jardin privé qui autorise les événements au grand air.
Avant les concerts et pendant les entractes, les spectateurs peuvent se rafraîchir à un bar en terrasse au-dessus de l'Atrium Reception Hall, un bar au troisième niveau et plusieurs autres endroits.
Un garage de deux mille deux cents places, réparties sur six niveaux, est situé sous le hall ; les spectateurs, qui peuvent y accéder depuis trois rues autour du complexe, se rendent au foyer grâce à une série d'ascenseurs.

### Les espaces de travail
Les espaces réservés aux musiciens incluent des salles de répétition chorales et orchestrales, des vestiaires, une bibliothèque, une salle de lecture, des entrepôts pour les instruments et une salle de repos.
Des loges spéciales pour le directeur musical et les chefs et artistes invités leur permettent de se préparer pour les concerts et de recevoir.
Le Los Angeles Philharmonic Center, situé au sud du complexe, inclut des bureaux, des salles de réunion et de conférence, et un espace de réception conçu par Chu + Gooding Architects.

### Les restaurants et la boutique
- Le Patina
- Le Concert Hall Café
- Le LA Phil Store, boutique officielle de l'orchestre